# Juan de la Cruz Ruiz-Olalla López-Molina
Juan Molina (n. Treviana (Logroño); 1868 - f. Barcelona; 1926), más conocido por su nombre artístico de Chino, ingresó en la Escola Municipal de Música de Barcelona, según acreditan las medallas 'al mérito y aplicación’ concedidas en los cursos de 1892-93 y 1893-94. Obtuvo los títulos de Profesor de Música y Compositor.

## Trayectoria
El Hospital de San Juan de Dios de Barcelona, donde había estado ingresado previamente por enfermedad, le solicitó que diese clases a los chicos residentes. Formó y dirigió una banda de música con ellos, al mismo tiempo que ejercía de organista en la Parroquia de Nostre Senyora del Remei del barrio Les Corts de la ciudad.
Posteriormente residió en Madrid donde escribió diversas zarzuelas. Algunas de ellas con la colaboración del Maestro José María Carbonell. Es entonces cuando adopta el nombre de Juan MOLINA para firmar sus partituras.
En 1912 se trasladó a la ciudad portuguesa de Guarda donde, además de ejercer de profesor de música, compuso diversos fados i otras obras musicales.
A partir de 1924 volvió a Barcelona donde una de sus actividades fue la de ambientar al piano las películas que se proyectaban en el cine Royal de la calle Aribau, en el Coliseum y en algunos cafés de la ciudad.

## Obras

### Zarzuelas
- Los sucesos de la semana. Pasatiempo. J.M.Carbonell-J.Molina y libreto de Eduardo Monreal y Vicent Ganzo. Fue estrenada en el Teatro La Latina de Madrid en 1908¹
- Las Tres Viejas. J.M.Carbonell-J.Molina y libreto de Antonio Soler. Estrenada igualmente en el Teatro La Latina de Madrid, el 1 de febrero de 1908²
- Vaya una caña
- La Venta de Otelo
- Suplicio, Pim, Pam, Pum
- La gruta del sueño
- La Suspiros
- En Duende en el mesón
- La Bella Rosina
- Por un beso

### Música impresa
Algunas de ellas:
- A Julia. Para canto e piano.
- As Damas Portuguesas. Saudade.
- Espanha e Portugal. Pasodoble

### Música manuscrita
Entre otras:
- En la playa. Mazurca para piano.
- Boston (Valz) para sexteto.
- Farruca Gitana (popular)
- Farruca. Garrotá
- La Micarme (Monte Igueldo). Polka.One-step.
- A Oliveira. Canción Popular Portuguesa. Armonizado por Juan Ruiz-Olalla López-Molina.
- Fado Auzenda. Para canto y piano.
- Papoula. Valsa para piano.
- Pensando en Ti. Valsa para piano.
- Fado Molina. Para canto y piano. Letra de Guerra Junqueiro. Recuerdo al duetto Les Marinás
- Rosses do Mondego. Valsa. Una copia dedicas gentis algunas do Liceu da Guarda.
- El Troley (tango bailable).
- Tango del Molinete. Piano.
- Malagueña Marinesca. Per Orquestra a 3 veus
- Morna. Para piano. Nova dança de Salao
- El Infierno para sexteto. Vals Jota
- Fado dos Estudantes do Liceo de Guarda.
- Axdir. Al valiente Ejército Español.
- Cantar Triste.

Además de 7 obras religiosas entre las que destaca una Misa dedicada a la comunidad de San Juan de Dios y una Salve Regina dedicada a la Virgen de la Vega.